# Uttigen
Uttigen es una comuna suiza del cantón de Berna, situada en el distrito administrativo de Thun. Limita al norte con las comunas de Kirchdorf, Jaberg y Kiesen, al este con Heimberg, al sur con Uetendorf, y al oeste con Kienersrüti.
Hasta el 31 de diciembre de 2009 situada en el distrito de Seftigen.